# Teresa Portela
Teresa do Rosário Afonso Portela (Gemeses - Esposende, 30 de outubro de 1987), é uma atleta portuguesa que se especializa em canoagem, e que participou nos Jogos Olímpicos em 2008, 2012, 2016, 2020 e 2024, o que faz dela uma das atletas com mais participações neste evento.

## Percurso
Teresa Portela iniciou a modalidade de canoagem em 1996 no Grupo Cultural Desportivo e Recreativo de Gemeses, clube que representou até 2012, data a partir da qual passou a representar o Sport Lisboa e Benfica. Aos dez anos conheceu a atleta espanhola do mesmo nome, que diz ter sido uma das pessoas que a inspirou na canoagem, e aos 15, em 2002, passou a fazer parte dos quadros de seleção nacional.
Desde cedo Teresa Portela brilhou a nível nacional, tendo conquistado 56 títulos de Campeã Nacional. A sua carreira internacional conta com cerca de 50 internacionalizações entre Taças do Mundo, Campeonatos da Europa e do Mundo e com especial destaque para a presença em vários Jogos Olímpicos.
Teresa Portela teve como pontos mais altos da sua carreira: 
- a final Olímpica em Londres 2012 K1 200
- a final Olímpica em Tokyo 2020 K1 500
- 12 finais em Campeonatos do Mundo, com 2 classificações no top 5.
- 5 medalhas em Campeonatos de Europa[9]

Além da componente desportiva Teresa tem sido também capaz de compatibilizar um percurso académico que passa por uma Licenciatura em Fisioterapia do Instituto Politécnico de Coimbra e uma Licenciatura Osteopatia na Escola de Osteopatia de Madrid.